# Longueau
Longueau és un municipi francès situat al departament del Somme i a la regió dels Alts de França. L'any 2007 tenia 5.267 habitants.

## Demografia

### Població
El 2007 la població de fet de Longueau era de 5.267 persones. Hi havia 2.072 famílies de les quals 546 eren unipersonals (178 homes vivint sols i 368 dones vivint soles), 577 parelles sense fills, 713 parelles amb fills i 236 famílies monoparentals amb fills.
La població ha evolucionat segons el següent gràfic:
Habitants censats

### Habitatges
El 2007 hi havia 2.166 habitatges, 2.089 eren l'habitatge principal de la família, 6 eren segones residències i 71 estaven desocupats. 1.804 eren cases i 358 eren apartaments. Dels 2.089 habitatges principals, 1.024 estaven ocupats pels seus propietaris, 1.042 estaven llogats i ocupats pels llogaters i 23 estaven cedits a títol gratuït; 39 tenien una cambra, 81 en tenien dues, 370 en tenien tres, 779 en tenien quatre i 820 en tenien cinc o més. 1.248 habitatges disposaven pel capbaix d'una plaça de pàrquing. A 1.029 habitatges hi havia un automòbil i a 653 n'hi havia dos o més.

### Piràmide de població
La piràmide de població per edats i sexe el 2009 era:
| Homes | Edats   | Dones |
| ----- | ------- | ----- |
| 0     | 95 o +  | 0     |
| 4     | 90 a 94 | 8     |
| 20    | 85 a 89 | 40    |
| 8     | 80 a 84 | 28    |
| 136   | 75 a 79 | 152   |
| 92    | 70 a 74 | 216   |
| 92    | 65 a 69 | 128   |
| 80    | 60 a 64 | 116   |
| 100   | 55 a 59 | 76    |
| 136   | 50 a 54 | 176   |
| 204   | 45 a 49 | 144   |
| 232   | 40 a 44 | 188   |
| 228   | 35 a 39 | 276   |
| 172   | 30 a 34 | 204   |
| 204   | 25 a 29 | 128   |
| 168   | 20 a 24 | 148   |
| 144   | 15 a 19 | 208   |
| 196   | 10 a 14 | 188   |
| 160   | 5 a 9   | 164   |
| 128   | 0 a 4   | 144   |

## Economia
El 2007 la població en edat de treballar era de 3.403 persones, 2.458 eren actives i 945 eren inactives. De les 2.458 persones actives 2.208 estaven ocupades (1.162 homes i 1.046 dones) i 250 estaven aturades (121 homes i 129 dones). De les 945 persones inactives 341 estaven jubilades, 341 estaven estudiant i 263 estaven classificades com a «altres inactius».

### Ingressos
El 2009 a Longueau hi havia 2.154 unitats fiscals que integraven 5.391 persones, la mediana anual d'ingressos fiscals per persona era de 17.527 €.

### Activitats econòmiques
Dels 138 establiments que hi havia el 2007, 1 era d'una empresa extractiva, 2 d'empreses alimentàries, 5 d'empreses de fabricació d'altres productes industrials, 8 d'empreses de construcció, 53 d'empreses de comerç i reparació d'automòbils, 9 d'empreses de transport, 15 d'empreses d'hostatgeria i restauració, 4 d'empreses financeres, 3 d'empreses immobiliàries, 8 d'empreses de serveis, 17 d'entitats de l'administració pública i 13 d'empreses classificades com a «altres activitats de serveis».
Dels 29 establiments de servei als particulars que hi havia el 2009, 1 era una oficina de correu, 3 oficines bancàries, 7 tallers de reparació d'automòbils i de material agrícola, 1 autoescola, 1 guixaire pintor, 1 fusteria, 2 electricistes, 4 perruqueries, 2 veterinaris, 6 restaurants i 1 agència immobiliària.
Dels 28 establiments comercials que hi havia el 2009, 2 eren supermercats, 1 un supermercat, 2 botiges de menys de 120 m², 2 fleques, 1 una fleca, 1 una peixateria, 2 botigues de roba, 2 botigues d'equipament de la llar, 1 una botiga d'equipament de la llar, 1 una sabateria, 7 botigues de mobles, 1 una botiga de mobles, 2 botigues de material de revestiment de parets i terra i 3 floristeries.

## Equipaments sanitaris i escolars
El 2009 hi havia 2 farmàcies i 1 ambulància.
El 2009 hi havia 2 escoles maternals i 2 escoles elementals. Longueau disposava d'un col·legi d'educació secundària amb 350 alumnes.

## Poblacions properes
El següent diagrama mostra les poblacions més properes.